# François Aussoleil
François Aussoleil, né le 15 octobre 1861 et mort le 31 janvier 1928 à Marcillac-la-Croisille, en Corrèze, est un enseignant et homme politique français.

## Biographie
Après avoir enseigné dans diverses régions de France, il revient se fixer dans sa région natale où il milite au sein du parti socialiste SFIO. Désigné par son parti pour conduire la liste départementale lors des élections législatives de 1919, il en est le seul élu et rejoint la Chambre des députés.
À l'issue du Congrès de Tours, il choisit de rejoindre le Parti communiste français. En 1924, il conduit la liste du Bloc ouvrier et paysan en Corrèze mais ne retrouve pas son mandat ; il se retire alors dans son pays natal.

## Sources
- « François Aussoleil », dans le Dictionnaire des parlementaires français (1889-1940), sous la direction de Jean Jolly, PUF, 1960 [détail de l’édition]
- Notice « AUSSOLEIL François », Le Maitron en ligne.